# Paweł Nastula

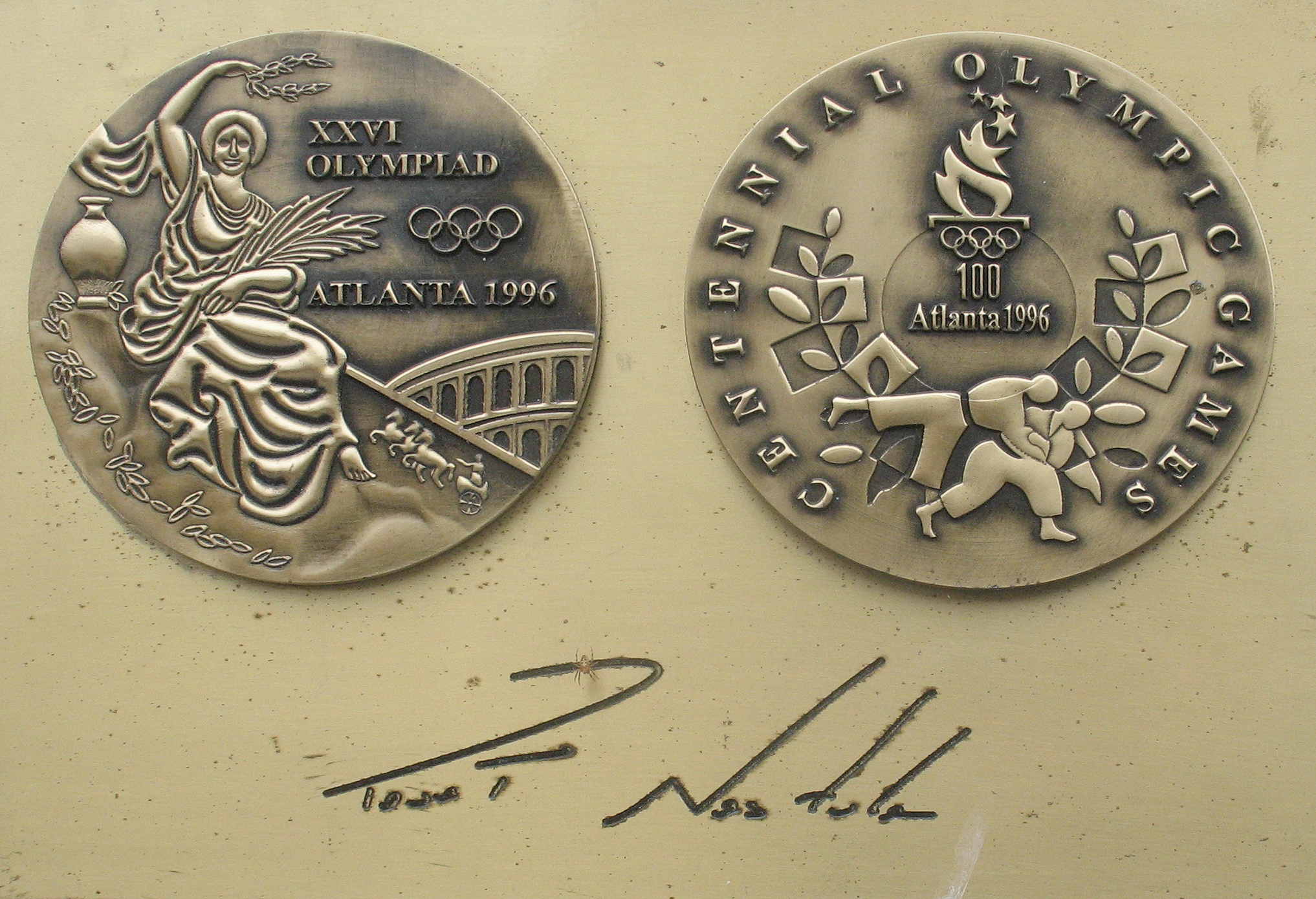
Copie P. Nastula médaille et autographe Stars Avenue dans le sport Dziwnów

Paweł Marcin Nastula, né le 26 juin 1970 à Varsovie, est un ancien judoka polonais, médaillé d'or aux JO de 1996 d'Atlanta dans la catégorie 90-100 kg.

## Biographie
Invaincu depuis les J.O. de 1992 de Barcelone où la médaille lui échappe de peu, jusqu'en 1997. Il restera comme la terreur des tatamis. Digne successeur de son compatriote Waldemar Legien (double champion olympique, légende du judo polonais), il devient en 1996 le deuxième Polonais à monter sur la plus haute marche olympique.
En 2005, Paweł Nastula fait son entrée au Pride Fighting Championship, une organisation japonaise de combat libre où il affrontera des combattants redoutables, notamment Antonio Rodrigo Nogueira, Aleksander Emelianenko et Josh Barnett.

## Palmarès MMA
| 5 combats: 1 victoire, 4 défaites. |          |                          |                                   |                              |                |
| Date                               | Résultat | Adversaire               | Nom de l’événement                | Méthode                      | Round/Temps    |
| 8/24/2008                          | Défaite  | Yang Dong Yi             | Sengoku - Fourth Battle           | TKO                          | Round 2 : 2:15 |
| 10/21/2006                         | Défaite  | Josh Barnett             | PRIDE 32: The Real Deal           | Soumission(Toe Hold)         | Round 2 : 3:04 |
| 7/1/2006                           | Victoire | Edson Drago              | PRIDE Critical Countdown Absolute | Soumission(Armbar)           | Round 1 : 4:33 |
| 12/31/2005                         | Défaite  | Aleksander Emelianenko   | PRIDE Shockwave 2005              | Soumission(Rear Naked Choke) | Round 1 : 8:45 |
| 6/26/2005                          | Défaite  | Antonio Rodrigo Nogueira | PRIDE Critical Countdown 2005     | TKO (Coups de poing)         | Round 1 : 8:38 |

## Honneurs et distinctions
Paweł Nastula est élu Sportif polonais de l'année en 1995 et 1997.